# ريمون بعقليني
ريمون عبدو حاتم بعقليني (من مواليد 12 أكتوبر 1943 في بزبدين لبنان).

## في السلك الدبلماسي
شغل منصب السفير اللبناني في كندا حتى أبريل 2007. وكان سفيرا للبنان في دول عديدة منهافرنسا وليبيا.